# Koraspitz
Koraspitz är en bergstopp i Liechtenstein. Den ligger i den södra delen av landet, 7 km söder om huvudstaden Vaduz. Toppen på Koraspitz är 1 927 meter över havet.